# Eurystyles
Eurystyles ist eine Pflanzengattung innerhalb der Familie der Orchideen (Orchidaceae). Die etwa 23 Arten gedeihen in der Neotropis.

## Beschreibung

### Vegetative Merkmale
Die Eurycentrum-Arten wachsen epiphytisch als sehr kleine, immergrüne, ausdauernde krautige Pflanzen. Die schlanken Wurzeln sind fleischig und glatt oder behaart. Die Laubblätter stehen dicht in einer Rosette. Die einfachen Blattspreiten sind grau-grün, glänzend, am Rand bewimpert und manchmal kahl, elliptisch mit spitzem oberen Enden und an der Basis gehen sie in einen auf der Oberseite gefurchten Blattstiel über. Oft sind sie.

### Generative Merkmale
Der endständige, aufrechte bis überhängende traubige Blütenstand ist behaart, relativ kurz und ist mit wenigen Hochblättern besetzt, die den Tragblättern gleichen. Die nicht resupinierten Blüten sind dicht beieinander spiralig, fast versteckt zwischen den großen, bewimperten Tragblättern angeordnet.
Die relativ kleinen, zwittrigen Blüten sind zygomorph, dreizählig und weiß. Der Fruchtknoten ist ungestielt, nur leicht verdreht, spindelförmig und kahl. Die Sepalen sind auf der Außenseite behaart, zu einer Röhre zusammengeneigt und an ihrer Basis miteinander verwachsen. Das dorsale Sepal ist teilweise mit der Säule verwachsen. Die seitlichen Sepalen formen mit der Basis der Säule einen mehr oder weniger zweigeteilten Sack. Die Petalen haften am dorsalen Sepal an. Die Lippe ist an der Basis abrupt verschmälert („genagelt“), der relativ breite Nagel ist mit der Basis der seitlichen Sepalen zu einem Nektarium verwachsen. Die Lippe setzt sich meist pfeilförmig geöhrt fort, mit nach hinten gerichteten Nektardrüsen (diese bei einigen Arten fehlend). Die Säule ist schlank und lang, sie ragt deutlich über die Ansatzstelle am Fruchtknoten hinaus („Säulenfuß“). Die Narbe besteht aus zwei Flächen, die deutlich getrennt bis zusammenfließend sein können. Das Staubblatt ist oval und zugespitzt. Die Säule bildet seitlich des Staubblatts oft zwei fingerförmige Staminodien. Die gelben Pollinien sind keulenförmig mit kleinem, rundlichem Viscidium (Klebscheibe). Das Trenngewebe zwischen Staubblatt und Narbe (Rostellum) ist gerade, dünn, es endet spitz oder stumpf. Bei einigen Arten ist Selbstbestäubung die Regel: hier fehlt das Rostellum komplett, die Narbe steht am Ende der Säule in direkter Nachbarschaft zum Staubblatt.
Die kahl Kapselfrucht ist oval und das Ende ist durch anhaftende Reste der Blütenhülle „geschnäbelt“.

## Standorte
Die Eurystyles-Arten gedeihen in Höhenlagen bis zu 3000 Meter. Die Eurystyles-Arten wachsen epiphytisch am Stamm und an den unteren Ästen im Schatten immerfeuchter Wälder.

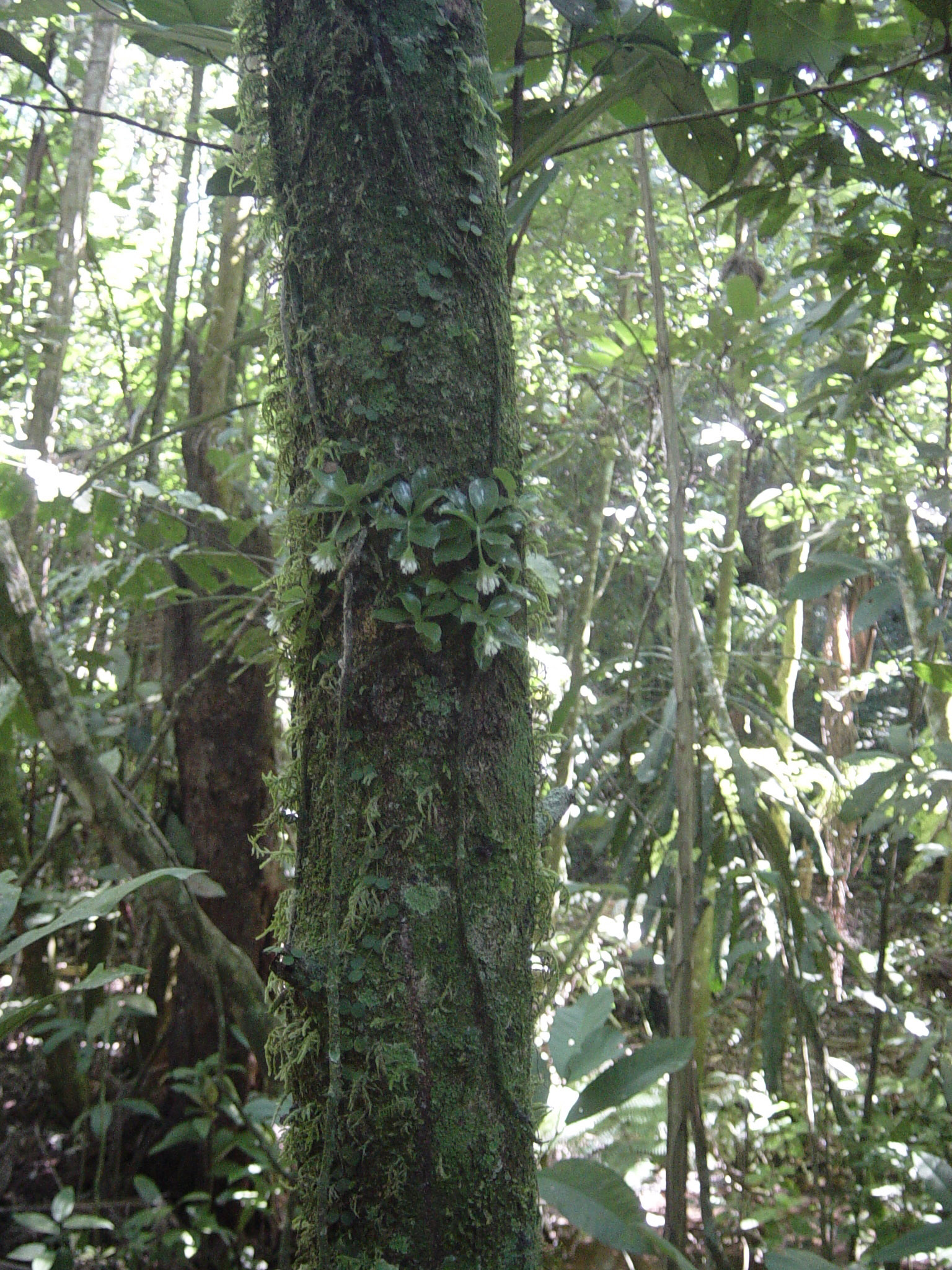
Eurystyles actinosophila an einem Baumstamm in Brasilien

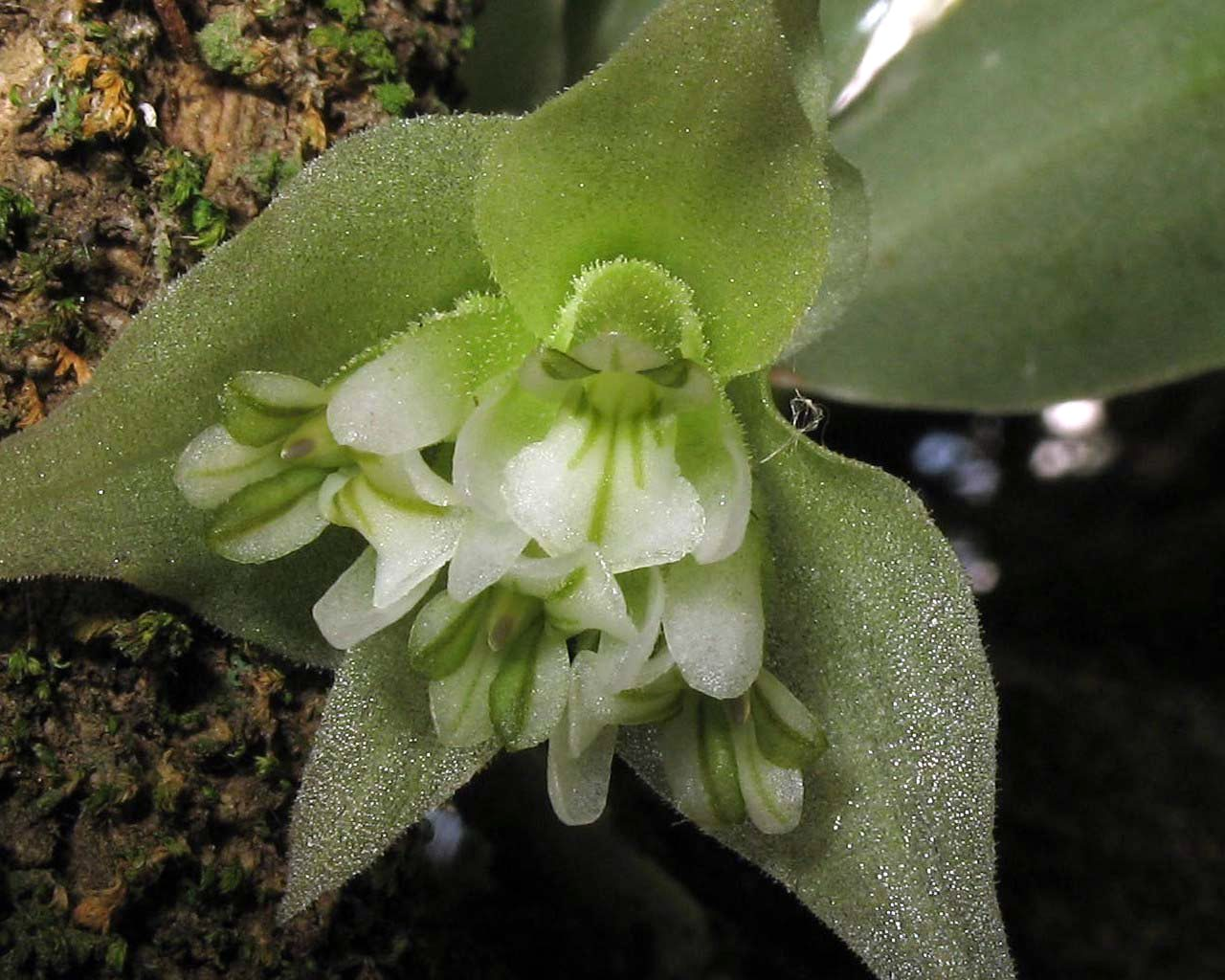
Eurystyles gardneri

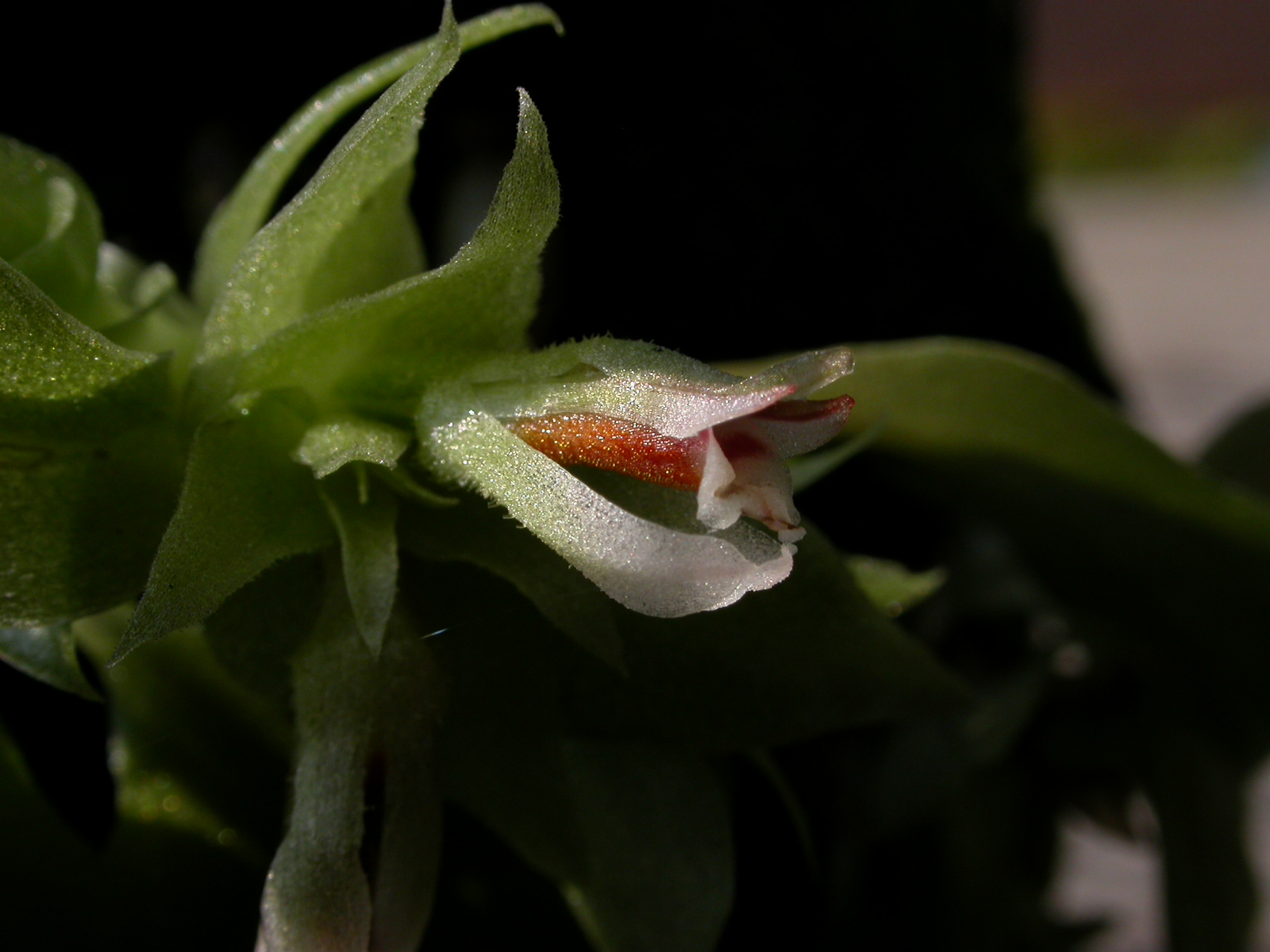
Blüte von Eurystyles lorenzii

## Systematik, botanische Geschichte und Verbreitung
Die Gattung Eurystyles wurde 1863 von Wawra in Oesterreichische Botanische Zeitschrift, Band 13, Seite 223 aufgestellt, der sie in die Ingwerartigen (Zingiberales) einordnete. Typusart ist Eurystyles cotyledon. Der Gattungsname Eurystyles setzt sich zusammen aus den altgriechischen Worten ἐυρύς eurys für „breit“ und στῦλος stylis für „Griffel“. Laut Garay war das Wawra vorliegende Material verformt; Wawra könnte aber auch das Gynostemium für einen ungewöhnlich breiten Griffel gehalten haben.
Eurystyles wird innerhalb der Tribus Cranichideae in die Subtribus Spiranthinae eingeordnet. Eine nah verwandte Gattung ist Lankesterella. Von einigen Autoren werden die Gattungen Pseudoeurystyles und Synanthes abgespalten.
Eurystyles-Arten sind vom südlichen Mexiko über Zentralamerika südwärts über die ganze Nordhälfte bis zur Mitte Südamerikas verbreitet. Karibische Inseln sind ebenfalls besiedelt.
Es gibt seit 2021 etwa 23 Arten in der Gattung Eurystyles:
- Eurystyles actinosophila (Barb.Rodr.) Schltr. (Syn.: Eurystyles bertonii (Burns-Bal., H.Rob. & Merc.S.Foster) Szlach.): Brasilien, Argentinien und Paraguay.[1]
- Eurystyles alticola Dod: Dieser Endemit kommt nur in Dominikanische Republik vor.[1]
- Eurystyles auriculata Schltr.: El Salvador, Costa Rica, Panama, Kolumbien.[1]
- Eurystyles ananassocomos (Rchb. f.) Schltr. (Syn.: Eurystyles borealis A.H.Heller), Eurystyles cristata (Schltr.): Inseln der Karibik und Mexiko bis Peru.[1]
- Eurystyles barrerorum Szlach. & Kolan.: Sie wurde 2019 erstbeschrieben und kommt in Kolumbien sowie Venezuela vor.[1]
- Eurystyles christensonii D.E.Benn.: Peru.[1]
- Eurystyles cogniauxii (Kraenzl.) Schltr.: Dieser Endemit kommt nur im brasilianischen Bundesstaat Minas Gerais vor.[1]
- Eurystyles colombiana (Schltr.) Schltr.: Kolumbien und Ecuador.[1]
- Eurystyles cornu-bovis Szlach.: Costa Rica und Panama.[1]
- Eurystyles cotyledon Wawra: Costa Rica bis Brasilien.[1]
- Eurystyles crocodilus Szlach.: Dieser Endemit kommt nur im brasilianischen Bundesstaat São Paulo vor.[1]
- Eurystyles domingensis Dod: Kuba und Hispaniola.[1]
- Eurystyles gardneri (Lindl.) Garay: Ecuador und Brasilien.[1]
- Eurystyles guentheriana (Kraenzl.) Garay: Bolivien.[1]
- Eurystyles hoehnei Szlach.: Dieser Endemit kommt nur im brasilianischen Bundesstaat Rio de Janeiro vor.[1]
- Eurystyles lobata Chiron & V.P.Castro: Sie kommt in den brasilianischen Bundesstaaten Rio de Janeiro sowie Santa Catarina vor.[1]
- Eurystyles lorenzii (Cogn.) Schltr.: Sie kommt im westlichen-zentralen und südlichen Brasilien vor.[1]
- Eurystyles luisortizii Ackerman: Sie wurde 2021 aus Puerto Rico erstbeschrieben.[1]
- Eurystyles ochyrana (Szlach., Mytnik & Rutk.) F.Barros & L.R.S.Guim.: Brasilien.[1]
- Eurystyles rutkowskiana Szlach.: Dieser Endemit kommt nur im brasilianischen Bundesstaat Rio de Janeiro vor.[1]
- Eurystyles splendissima Szlach.: Dieser Endemit kommt nur im brasilianischen Bundesstaat Paraná vor.[1]
- Eurystyles standleyi Ames: Südliches Mexiko, Costa Rica und Panama.[1]
- Eurystyles uxoris Bogarín: Sie wurde 2020 aus Costa Rica erstbeschrieben.[1]

## Weiterführendes
- Liste der Orchideengattungen